# Соната для скрипки і фортепіано № 4 (Бетховен)
Соната № 4 для скрипки і фортепіано ля мінор op. 23 Людвіга ван Бетховена, написана 1801 року та присвячена Графу Моріцу фон Фріс. Написану через рік після Першої симфонії, сонату початково планувалося опублікувати разом з Сонатою № 5, однак через технічні причини сонати були випущені окремо і під різними опусами.
Складається з трьох частин:
1. Presto
2. Andante scherzoso, più allegretto
3. Allegro molto

Триває близько 19 хвилин.